# جون باترسون (سياسي أمريكي)
جون باترسون (بالإنجليزية: John Patterson)‏ هو قاضي وسياسي أمريكي، ولد في 10 فبراير 1771 في الولايات المتحدة، وتوفي في 7 فبراير 1848 في ساينت كليرسفيل في الولايات المتحدة. حزبياً، نشط في الحزب الجمهوري الديمقراطي. وقد انتخب عضو مجلس نواب أوهايو وانتخب عضو مجلس النواب الأمريكي.